# NGC 892
NGC 892 est une galaxie spirale relativement éloignée et située dans la constellation de la Baleine. NGC 892 a été découverte par l'astronome américain Francis Leavenworth en 1886.

## Caractéristiques
Sa vitesse par rapport au fond diffus cosmologique est de 9 740 ± 16 km/s, ce qui correspond à une distance de Hubble de 144 ± 10 Mpc (∼470 millions d'al).
NGC 892 présente une large raie HI.